# Heiterwang
Heiterwang is een gemeente in het district Reutte in de Oostenrijkse deelstaat Tirol.
Heiterwang ligt ten zuiden van de districtshoofdplaats Reutte in een dal bij de Heiterwanger See (die door middel van een kanaal is verbonden met de Plansee). De naam is afgeleid van Ayterwanch, dat brandnetel betekent.
Het dorp, dat in 1288 voor het eerst werd vermeld, was bekend vanwege de vissenrijkdom van de Heiterwanger See. De visserijrechten wisselden er meerdere malen van eigenaar. Heiterwang vervulde als dorp een relatief belangrijke handelspositie, gelegen aan de weg over de Fernpas en de Reschenpas.
Tegenwoordig is Heiterwang een gemeente gericht op zowel zomer- als wintertoerisme. Met name het zomertoerisme is, vanwege de nabijgelegen meren, van groot belang. Verder is een groot deel van de bevolking van het dorp werkzaam in het nabijgelegen Reutte. Heiterwang heeft een station aan de Außerfernspoorlijn.

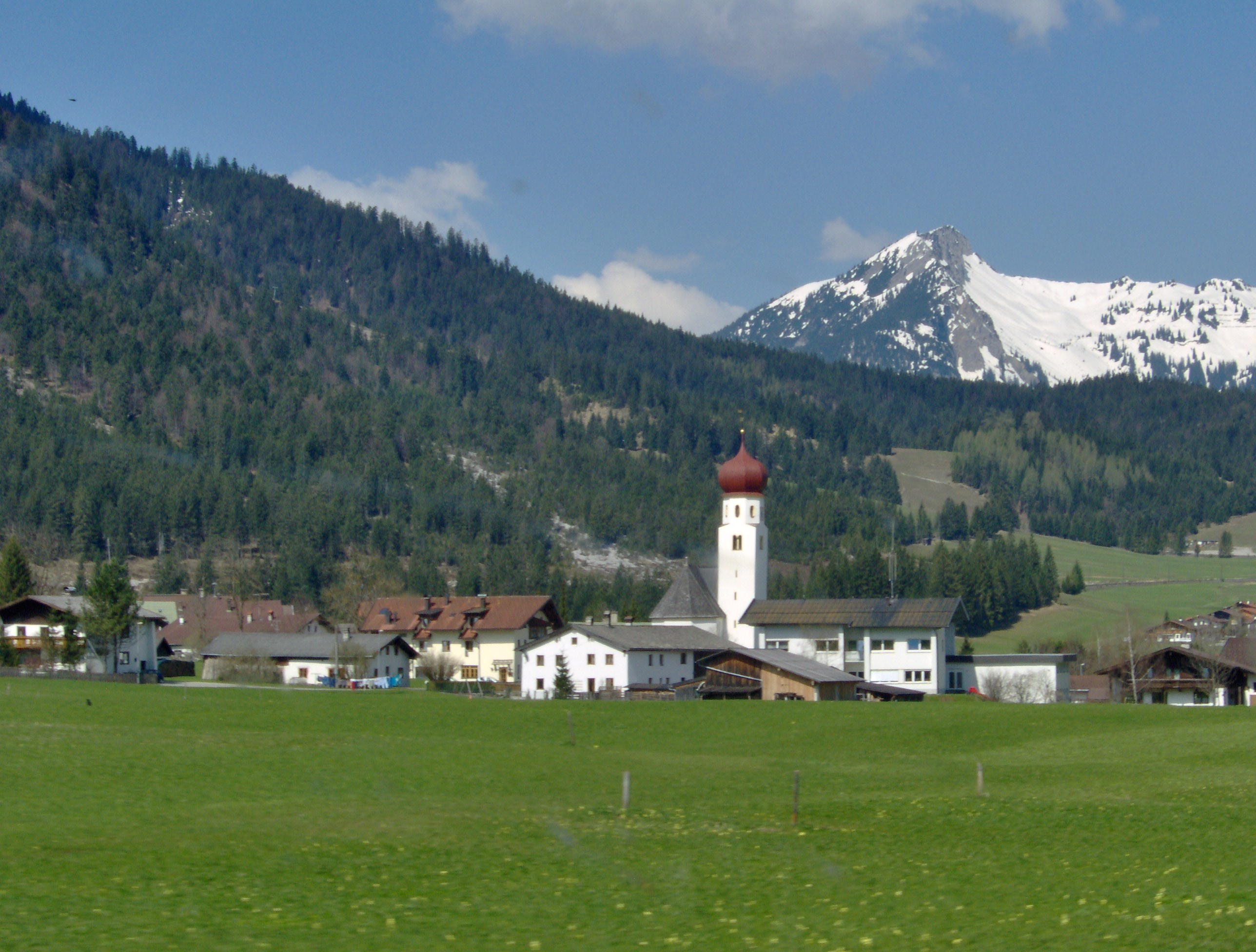
Heiterwang vanaf de Fernpassstraße (B179)

Bach · Berwang · Biberwier · Bichlbach · Breitenwang · Ehenbichl · Ehrwald · Elbigenalp · Elmen · Forchach · Grän · Gramais · Häselgehr · Heiterwang · Hinterhornbach · Höfen · Holzgau · Jungholz · Kaisers · Lechaschau · Lermoos · Musau · Namlos · Nesselwängle · Pfafflar · Pflach · Pinswang · Reutte · Schattwald · Stanzach · Steeg · Tannheim · Vils · Vorderhornbach · Wängle · Weißenbach am Lech · Zöblen
- Gemeinsame Normdatei: 4089198-7
- Virtual International Authority File: 239466863
- WorldCat: E39PBJhX8bwFk8gTPcDBFYgxjC